# Bârsa
Bârsa è un comune della Romania di 1 894 abitanti, ubicato nel distretto di Arad, nella regione storica della Transilvania.
Il comune è formato dall'unione di 4 villaggi: Aldești, Bârsa, Hodiș, Voivodeni.